# Stephen G. Wheatcroft
Stephen G. Wheatcroft (født 1. juni 1947) er professor ved School of Historical Studies, University of Melbourne. Hans forskningsinteresser omfatter russiske præ-revolutionære og sovjetiske sociale, økonomiske og demografiske historie samt sult og fødevareforsyningsproblemer i moderne verdenshistorie, virkningen af medier på historien, og i den seneste udvikling i det russiske og ukrainske samfund.
Wheatcroft blev udnævnt som fellow i Academy of Social Sciences i Australien i 2005.

## Udgivelser
- R. W. Davies, Mark Harrison, S. G. Wheatcroft, The Economic Transformation of the Soviet Union, 1913–1945, Cambridge University Press, 1994, ISBN 0-521-45152-3
- R. W. Davies and S. G. Wheatcroft, The Years of Hunger: Soviet Agriculture, 1931–33, 2004
- (co-editor; publication of archival materials) The Tragedy of the Soviet Village, 1927-1939 in Russian
- Challenging Traditional Views of Russian History (Palgrave 2002),